# شرج الراك (حجر)
'

تعديل مصدري - تعديل

شرج الراك هي إحدى قرى عزلة الجول بمديرية حجر التابعة لمحافظة حضرموت، بلغ تعداد سكانها 1032 نسمة حسب تعداد اليمن لعام 2004.